# فيكتور هوغو ميلجار
فيكتور هوغو ميلجار (بالإسبانية: Victor Hugo Melgar) (28 فبراير 1988 بتاريخا، بوليفيا في بوليفيا - ) هو مدرب كرة قدم ولاعب كرة قدم بوليفي في مركز الوسط. لعب مع ذي سترونغيست ونادي خورخي ويلسترمان وUniversitario de Sucre ‏ ونادي بلومينغ.

## وصلات خارجية
- فيكتور هوغو ميلجار على موقع قاعدة بيانات كرة القدم.إي يو (الإنجليزية)
- فيكتور هوغو ميلجار على موقع Soccerway.com (الإنجليزية)
- فيكتور هوغو ميلجار على موقع AS.com (الإسبانية)